# Romestaing
Romestaing est une commune du Sud-Ouest de la France, située dans le département de Lot-et-Garonne, en région Nouvelle-Aquitaine.

## Géographie

### Localisation
La commune est située dans le Marmandais en limite des landes de Lot-et-Garonne et du département de la Gironde.
Au milieu d'un plateau souvent vallonné, à 155 mètres d'altitude, se dresse au milieu des champs, la petite ville de Romestaing. Des pentes, assez fortes par moments, souvent boisées, descendent, au nord et à l'ouest, vers la fraîche vallée du ruisseau, le Lysos. Au sud, le vallon d'Auzac où se dressent encore, en hauteur, les ruines de son église ; à l'est coulent diverses sources formant le Sérac. Situé à deux kilomètres de la route qui va de Cocumont à Grignols, Romestaing, laisse apparaitre la tour carrée du clocher de sa remarquable église du XIe siècle, ainsi que les toitures des maisons qui l'entourent, dont quelques restes des murailles gardant, autre fois, la prospère Commanderie de Romestaing.

### Communes limitrophes
Romestaing est limitrophe de six autres communes dont deux en Gironde.
Les communes limitrophes sont Cocumont, Ruffiac, Cours-les-Bains, Grignols, Argenton et Guérin.
|                           | Cocumont   |          |
| Grignols (Gironde)        | Romestaing | Guérin   |
| Cours-les-Bains (Gironde) | Ruffiac    | Argenton |

### Climat
Pour des articles plus généraux, voir Climat de la Nouvelle-Aquitaine et Climat de Lot-et-Garonne.
Historiquement, la commune est exposée à un climat océanique aquitain.  
En 2020, Météo-France publie une typologie des climats de la France métropolitaine dans laquelle la commune est exposée à un climat océanique et est dans la région climatique Aquitaine, Gascogne, caractérisée par une pluviométrie abondante au printemps, modérée en automne, un faible ensoleillement au printemps, un été chaud (19,5 °C), des vents faibles, des brouillards fréquents en automne et en hiver et des orages fréquents en été (15 à 20 jours).
Pour la période 1971-2000, la température annuelle moyenne est de 13 °C, avec une amplitude thermique annuelle de 15,2 °C. Le cumul annuel moyen de précipitations est de 806 mm, avec 10,9 jours de précipitations en janvier et 6,6 jours en juillet. Pour la période 1991-2020, la température moyenne annuelle observée sur la station météorologique la plus proche, située sur la commune de Saint-Martin-Curton à 9 km à vol d'oiseau, est de 13,7 °C et le cumul annuel moyen de précipitations est de 867,2 mm,. Pour l'avenir, les paramètres climatiques de la commune estimés pour 2050 selon différents scénarios d’émission de gaz à effet de serre sont consultables sur un site dédié publié par Météo-France en novembre 2022.

## Urbanisme

### Typologie
Au 1er janvier 2024, Romestaing est catégorisée commune rurale à habitat très dispersé, selon la nouvelle grille communale de densité à sept niveaux définie par l'Insee en 2022.
Elle est située hors unité urbaine et hors attraction des villes,.

### Occupation des sols

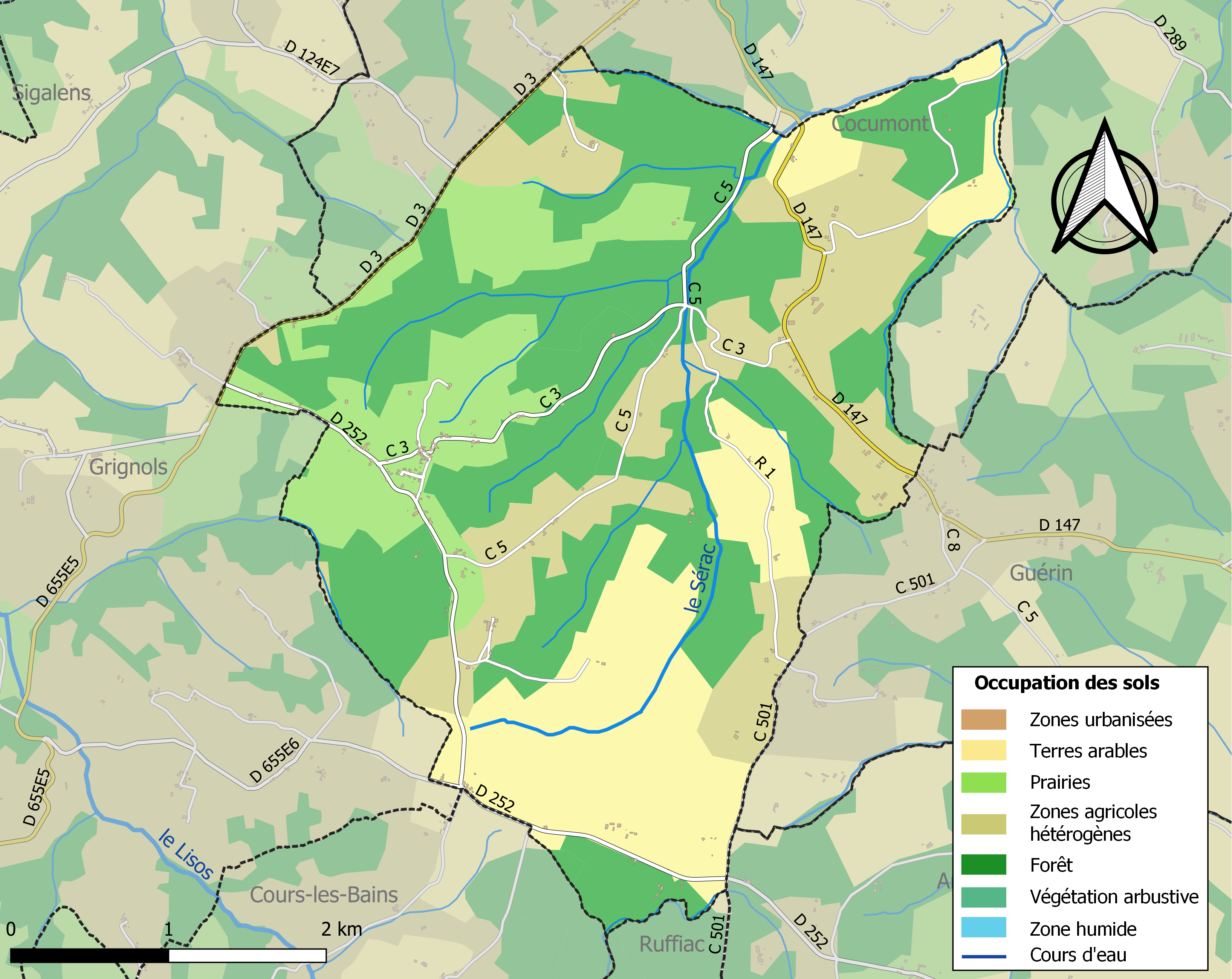
Carte des infrastructures et de l'occupation des sols de la commune en 2018 (CLC).

L'occupation des sols de la commune, telle qu'elle ressort de la base de données européenne d’occupation biophysique des sols Corine Land Cover (CLC), est marquée par l'importance des territoires agricoles (57,6 % en 2018), en diminution par rapport à 1990 (65,8 %). La répartition détaillée en 2018 est la suivante : 
forêts (42,4 %), zones agricoles hétérogènes (21,8 %), terres arables (21,2 %), prairies (14,6 %). L'évolution de l’occupation des sols de la commune et de ses infrastructures peut être observée sur les différentes représentations cartographiques du territoire : la carte de Cassini (XVIIIe siècle), la carte d'état-major (1820-1866) et les cartes ou photos aériennes de l'IGN pour la période actuelle (1950 à aujourd'hui).

### Risques majeurs
Le territoire de la commune de Romestaing est vulnérable à différents aléas naturels : météorologiques (tempête, orage, neige, grand froid, canicule ou sécheresse), inondations, mouvements de terrains et séisme (sismicité très faible). Un site publié par le BRGM permet d'évaluer simplement et rapidement les risques d'un bien localisé soit par son adresse soit par le numéro de sa parcelle.
Certaines parties du territoire communal sont susceptibles d’être affectées par le risque d’inondation par débordement de cours d'eau, notamment le Sérac. La commune a été reconnue en état de catastrophe naturelle au titre des dommages causés par les inondations et coulées de boue survenues en 1982, 1983, 1999, 2009 et 2018,.
Les mouvements de terrains susceptibles de se produire sur la commune sont des glissements de terrain et des tassements différentiels.

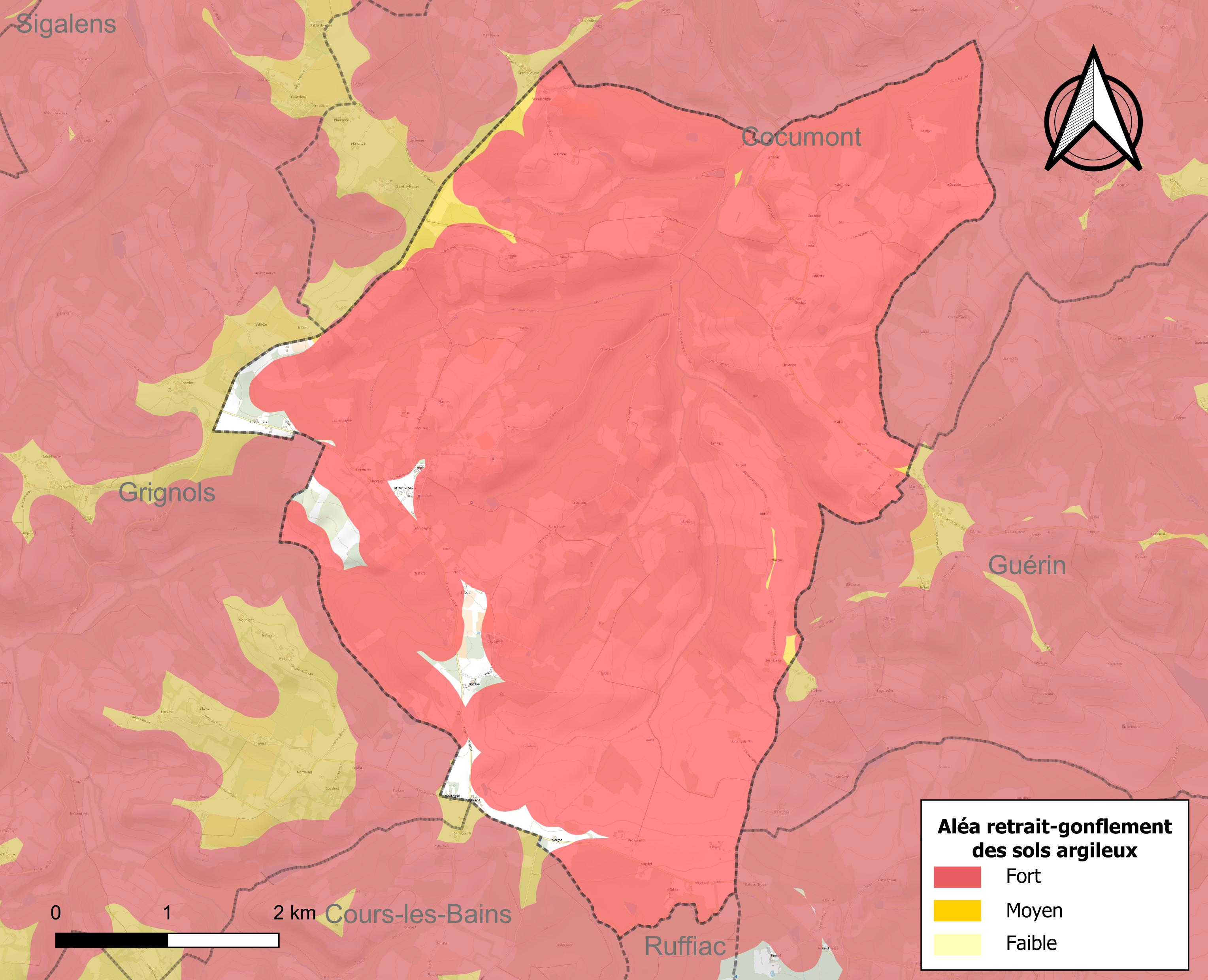
Carte des zones d'aléa retrait-gonflement des sols argileux de Romestaing.

Le retrait-gonflement des sols argileux est susceptible d'engendrer des dommages importants aux bâtiments en cas d’alternance de périodes de sécheresse et de pluie. 96,5 % de la superficie communale est en aléa moyen ou fort (91,8 % au niveau départemental et 48,5 % au niveau national). Depuis le 1er octobre 2020, en application de la loi ELAN, différentes contraintes s'imposent aux vendeurs, maîtres d'ouvrages ou constructeurs de biens situés dans une zone classée en aléa moyen ou fort,.
Concernant les mouvements de terrains, la commune a été reconnue en état de catastrophe naturelle au titre des dommages causés par la sécheresse en 2002 et 2003 et par des mouvements de terrain en 1999.

## Toponymie
Le nom de la commune viendrait de Romana Sattio, un important carrefour de voies romaines. Une seconde hypothèse voudrait que le nom Romestaing soit issu du patronyme Hromstang. La commune est connue sous son nom actuel, qui apparaît dans le Regista Clementis P.P.V. de 1312, depuis le Moyen Âge.
Le nom de la commune est Romestanh en gascon.
Ses habitants sont appelés les Romestaingais.

## Histoire
Des voies secondaires  servaient les villes  construites sur les points hauts des coteaux. C'est sur ces secondes voies, qui se trouvaient les villes comme Romestaing ("Romana statio") en tant qu’ étape à ceux qui venaient de Fines ("Calezun") ou d'Ussubium, (ville disparue près du Mas-d'Agenais ?), constituant un carrefour de "stationes" vers :
-Bazas;

-Grignols;

-Campin;

-Cocumont;

-Gouts (non loing de Guerin);
Au début de la Seconde Guerre mondiale, les habitants du village d'Obersaasheim dans le Haut-Rhin furent évacués en Lot-et-Garonne, dans les communes de Guérin et de Romestaing et ce jusqu'à l'automne 1940 où les Alsaciens furent sommés par les occupants de regagner leurs villages.

## Politique et administration

### Liste des maires
| Période                                  | Période   | Identité      | Étiquette | Qualité  |
| ---------------------------------------- | --------- | ------------- | --------- | -------- |
| Les données manquantes sont à compléter. |           |               |           |          |
|                                          |           |               |           |          |
| avant 1981                               | ?         | Guy Labrouche | PCF       |          |
|                                          |           |               |           |          |
| mars 1989                                | mars 2008 | Denis Gérards | SE        | Retraité |
| mars 2008 (réélu en mai 2020)            | En cours  | Pierre Grange | SE        | Ébéniste |

### Jumelages
Obersaasheim, département du Haut-Rhin (France)

## Démographie
L'évolution du nombre d'habitants est connue à travers les recensements de la population effectués dans la commune depuis 1793. Pour les communes de moins de 10 000 habitants, une enquête de recensement portant sur toute la population est réalisée tous les cinq ans, les populations de référence des années intermédiaires étant quant à elles estimées par interpolation ou extrapolation. Pour la commune, le premier recensement exhaustif entrant dans le cadre du nouveau dispositif a été réalisé en 2004.

En 2022, la commune comptait 158 habitants, en évolution de −5,95 % par rapport à 2016 (Lot-et-Garonne : −0,18 %, France hors Mayotte : +2,11 %).
| 1793 | 1800 | 1806 | 1821 | 1831 | 1836 | 1841 | 1846 | 1851 |
| ---- | ---- | ---- | ---- | ---- | ---- | ---- | ---- | ---- |
| 590  | 593  | 586  | 557  | 569  | 525  | 517  | 550  | 539  |

| 1856 | 1861 | 1866 | 1872 | 1876 | 1881 | 1886 | 1891 | 1896 |
| ---- | ---- | ---- | ---- | ---- | ---- | ---- | ---- | ---- |
| 571  | 570  | 532  | 564  | 566  | 534  | 486  | 455  | 445  |

| 1901 | 1906 | 1911 | 1921 | 1926 | 1931 | 1936 | 1946 | 1954 |
| ---- | ---- | ---- | ---- | ---- | ---- | ---- | ---- | ---- |
| 426  | 438  | 391  | 356  | 360  | 367  | 353  | 361  | 353  |

| 1962 | 1968 | 1975 | 1982 | 1990 | 1999 | 2004 | 2006 | 2009 |
| ---- | ---- | ---- | ---- | ---- | ---- | ---- | ---- | ---- |
| 314  | 256  | 214  | 193  | 188  | 154  | 180  | 184  | 151  |

| 2014 | 2019 | 2022 | - | - | - | - | - | - |
| ---- | ---- | ---- | - | - | - | - | - | - |
| 166  | 161  | 158  | - | - | - | - | - | - |

## Économie
Viticulture : côtes-du-marmandais.

## Culture locale et patrimoine

### Lieux et monuments
- Église Saint-Christophe construite au XIIe siècle, seule rémanence d'une commanderie templière[29], inscrite en tant que monument historique en 1965[30],[31]. Dans le vieux cartulaire de la commanderie, il est écrit qu'Amanieu de Coutera et ses petits-fils, Forton et Bernard, cédèrent leur terre de Romestang au commandeur de Cours[32].
- Château Bonneau.
- Motte de Saboureau. La motte artificielle est isolée par un fossé et par des pentes naturelles. D'une hauteur de 2 mètres au-dessus du niveau du coteau, et d'une superficie de 30 ares, sous laquelle s'ouvrait un souterrain rebouché après sa découverte[33].

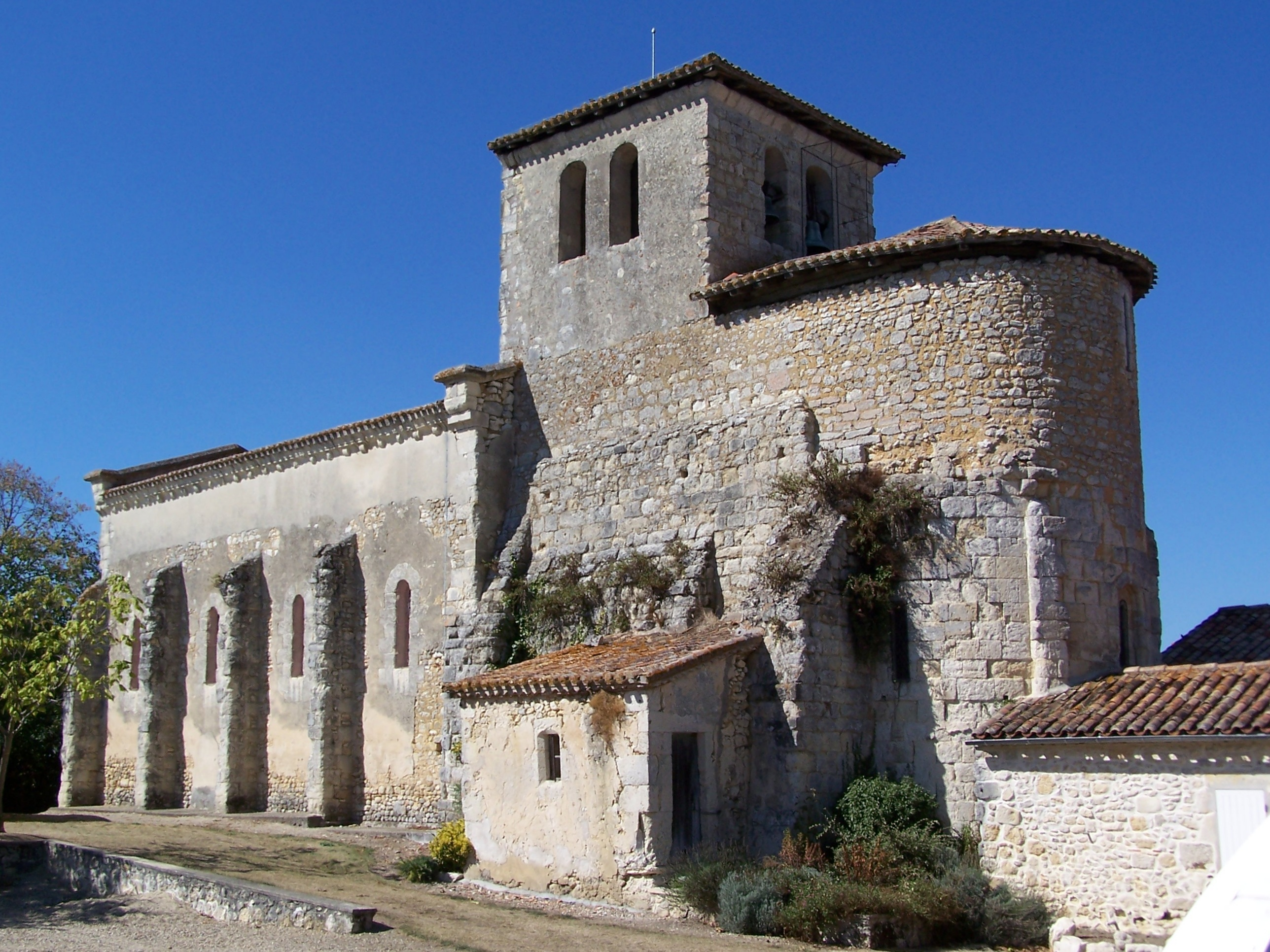
L'église Saint-Christophe (sept. 2012).
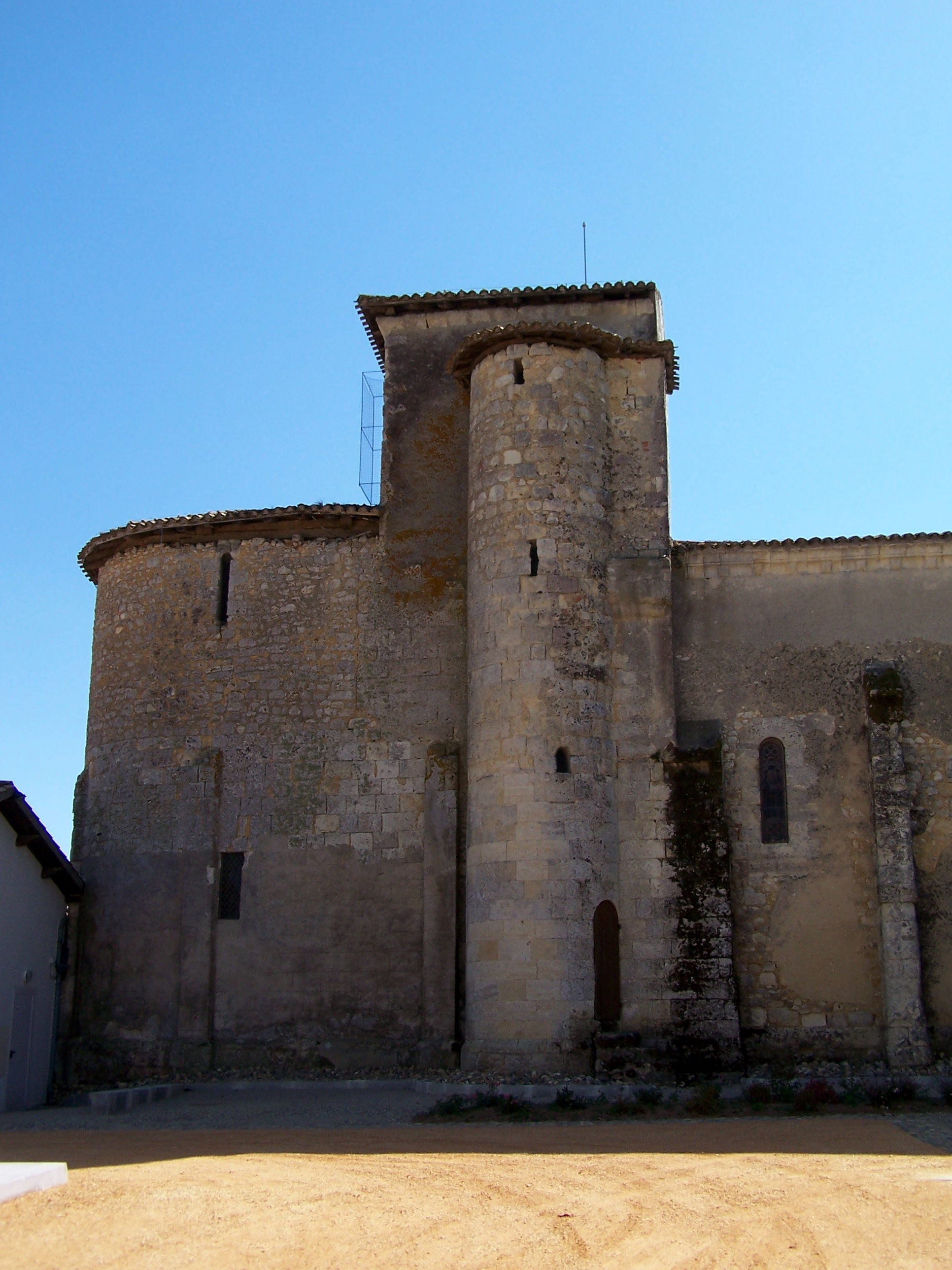
Façade nord et tourelle de l'escalier du clocher (sept. 2012).
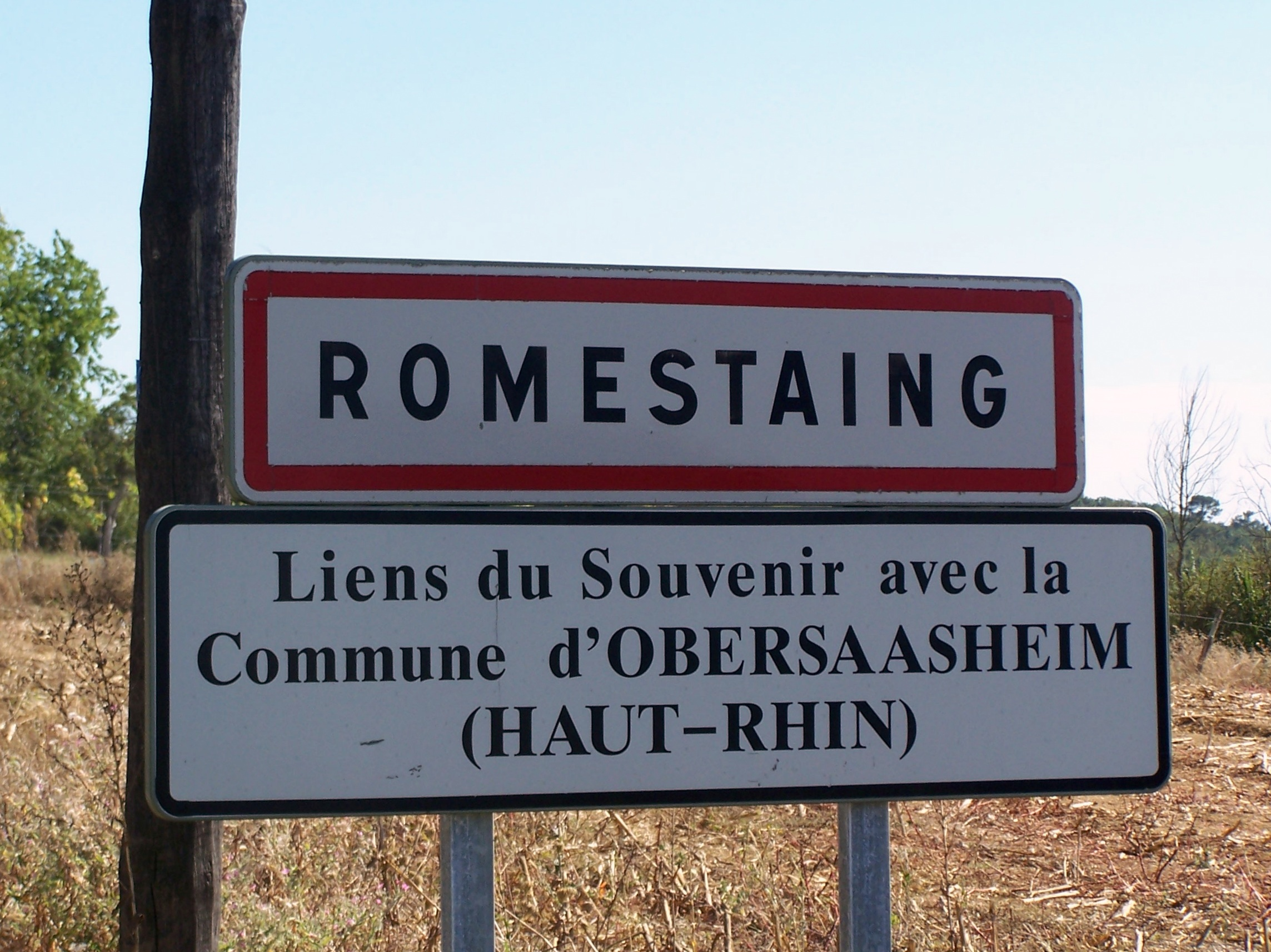
Commémoration du jumelage avec Obersaasheim (sept. 2012).
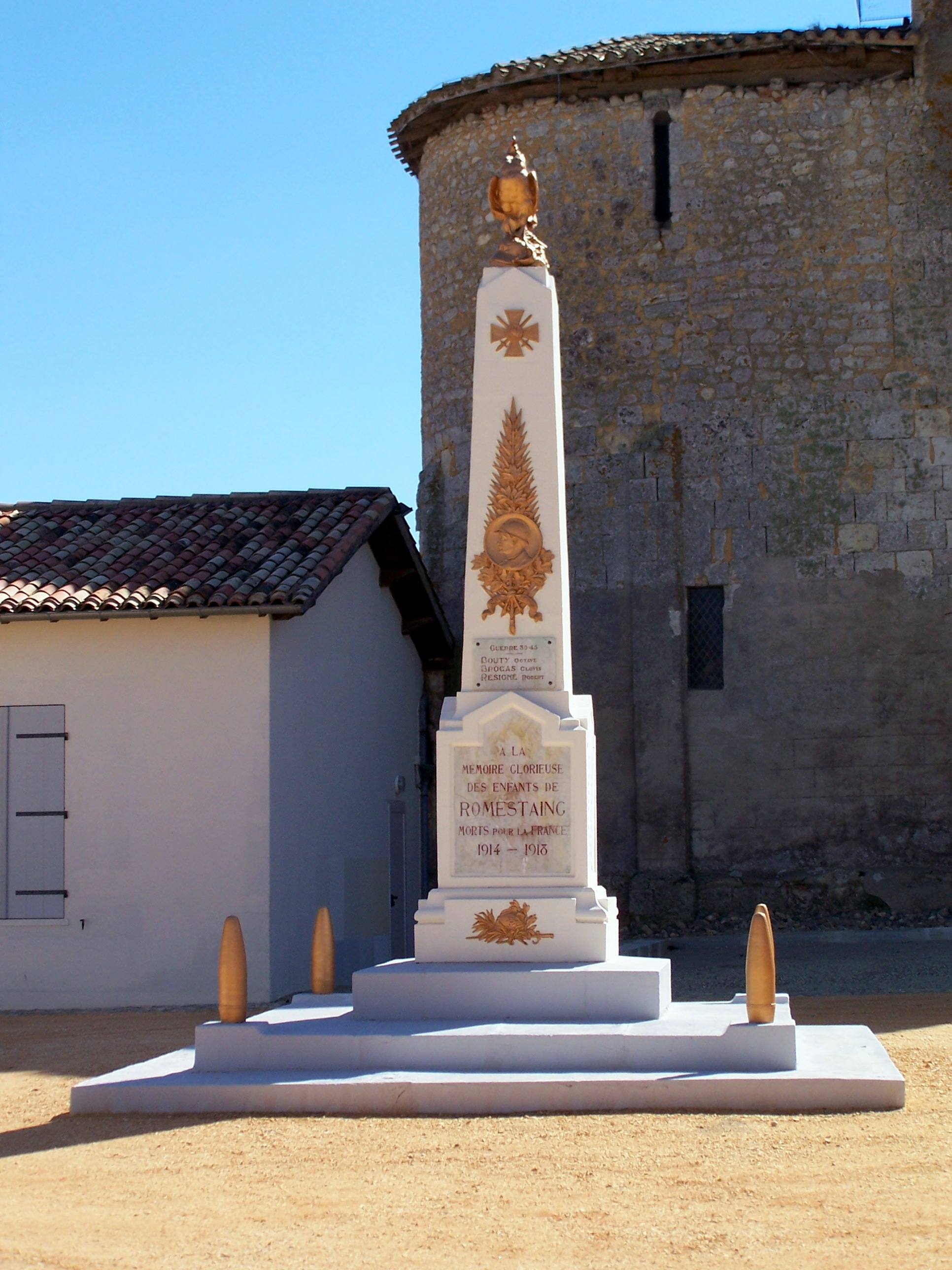
Le monument aux morts sur la place du bourg (sept. 2012).